# Le Juch
Le Juch (en bretó Ar Yeuc'h) és un municipi francès, situat a la regió de Bretanya, al departament de Finisterre. L'any 2006 tenia 746 habitants. El 14 de desembre de 2005 el consell municipal va aprovar la carta Ya d'ar brezhoneg.

## Demografia
| 1962                                       | 1968 | 1975 | 1982 | 1990 | 1999 |
| ------------------------------------------ | ---- | ---- | ---- | ---- | ---- |
| 757                                        | 692  | 727  | 751  | 751  | 721  |
| Des de 1962: població sense dobles comptes |      |      |      |      |      |

## Administració
| Període | Identitat         | Partit |
| ------- | ----------------- | ------ |
| 2001-   | Sébastien Stephan |        |

## Agermanaments
- Sent Giniés